# Brzeźnica (gmina, Petite-Pologne)
Pour les articles homonymes, voir Brzeźnica.
Brzeźnica est une gmina rurale du powiat de Wadowice, Petite-Pologne, dans le sud de la Pologne. Son siège est le village de Brzeźnica, qui se situe environ 14 km au nord-est de Wadowice et 25 km au sud-ouest de la capitale régionale Cracovie.
La gmina couvre une superficie de 66,3 km2 pour une population de 10 232 habitants.

## Géographie
La gmina inclut les villages de Bachorowice, Bęczyn, Brzezinka, Brzeźnica, Chrząstowice, Kopytówka, Kossowa, Łączany, Marcyporęba, Nowe Dwory, Paszkówka, Sosnowice, Tłuczań et Wyźrał.
La gmina borde les gminy de Czernichów, Kalwaria Zebrzydowska, Skawina, Spytkowice et Tomice.